# Schoenoplectus rhodesicus
Schoenoplectus rhodesicus là loài thực vật có hoa trong họ Cói. Loài này được (Podlech) Lye miêu tả khoa học đầu tiên năm 1983.